# Канарис, Мильтиад
Мильтиад Канарис (греч. Μιλτιάδης Κανάρης; 6 [18] июня 1822, Псара, Северные Эгейские острова — 7 [20] ноября 1901, Афины) — греческий вице-адмирал и политик.

## Биография
Мильтиад Канарис родился 6 июня 1822 года, во время Освободительной войны Греции 1821—1829 годов, когда его отец Константин Канарис, капитан брандера, своими подвигами получил всегреческую и всемирную славу. Мильтиаду было всего 2 года, когда остров Псара после героической обороны был подвергнут турками разрушению и резне (см. Псарская резня). На одном из кораблей псариотов, сумевших пробиться сквозь кольцо османского флота, была и жена Константина Канариса с 4 своими детьми. 
После воссоздания греческого государства Мильтиад Канарис окончил военное училище в городе Мюнхен, Германия. По окончании училища прослужил 3 года на французском ВМФ. По возвращении в Грецию служил в греческом ВМФ, был генеральным инспектором Флота и окончил свою службу в звании вице-адмирала.
Ушёл в отставку в 1889 году и был призван снова на флот во время греко-турецкой войны 1897 года. 
Мильтиад Канарис был вовлечён в политическую деятельность, был избран депутатом от острова Сирос а затем от Нового Псара, основанного беженцами с его родного острова. Мильтиад Канарис был многократно морским министром в разных правительствах в 1863 году, в 1864 году, в 1871—1878 годах. В 1895 году Мильтиаду Канарису была предложена должность премьер-министра, но он отказался, поскольку не было выполнено его условие о созыве Конституционного парламента (пересмотр Конституции).
Мильтиад Канарис был женат и имел двух сыновей, Александра и Леонида. Александр Канарис впоследствии стал известным политиком. Умер Мильтиад Канарис в Афинах в 1901 году.

## Награды
Орден Спасителя: Большой крест (1901)